# Траун (річка)
Траун (нім. Traun) — річка в Австрії, права притока Дунаю. Довжина — 155,9 км, площа басейну 4257 км2, середній стік води — 150 м³/с. Протікає через безліч озер). На річці споруджено понад 15 гідроелектростанцій.
Траун починається в гірському масиві Тотес Гебірге в Штирії. Протікає через район Зальцкаммергут і озера Грундлзеє та Траунзеє.  Траун впадає в Дунай біля міста Лінц. Інші міста вздовж річки - Бад-Аусзе, Бад-Ішль, Гмунден, Вельс і Траун.
До кінця 19-го століття дістатися Гальштату (на Гальштатське озеро) можна було лише на човні або вузькими стежками. Проте цей відокремлений і негостинний ландшафт, тим не менш, вважається одним із перших місць поселення людей завдяки багатим джерелам природної солі, яку видобували протягом тисячоліть, спочатку у формі серця. Деякі з найдавніших археологічних знахідок у Гальштаті, як-от кельт для черевиків – довгий тонкий кам’яний інструмент, який використовувався для валки дерев і обробки дерева – датуються приблизно 5000 роком до нашої ери. Там було розкопано одне з перших ковальських стоянок. Активна торгівля і, отже, багатство дозволили розвинути високорозвинене суспільство, звідси і термін Гальштатська культура. У 1846 році неподалік від нинішнього Гальштату було виявлено велике доісторичне кладовище. Тут мало місця для кладовищ, тому кожні десять років кістки ексгумували та вивозили в оссуарій, щоб звільнити місце для нових поховань. У місцевій каплиці виставлена колекція ретельно прикрашених черепів із нанесеними на них іменами власників, професіями та датами смерті.